# Interlands San Marinees voetbalelftal 2000-2009
Deze pagina toont een chronologisch en gedetailleerd overzicht van de interlands die het San Marinees voetbalelftal speelde in de periode 2000 – 2009.

## Interlands

### 2000
|                                                    |            |                       |          |                                                                                      |
| 26 april Vriendschappelijk № 50 «onderlinge duels» | San Marino | 0 – 1                 | Moldavië | Stadio Olimpico, Serravalle Toeschouwers: 140 Scheidsrechter: Fiorenzo Treossi (ITA) |
| 26 april Vriendschappelijk № 50 «onderlinge duels» |            | 49' Serghei Clescenco |          | Stadio Olimpico, Serravalle Toeschouwers: 140 Scheidsrechter: Fiorenzo Treossi (ITA) |

|                                                             |            |                                    |           |                                                                                          |
| 7 oktober WK-kwalificatie № 51 «onderlinge duels» 19:45 uur | San Marino | 0 – 2                              | Schotland | Stadio Olimpico, Serravalle Toeschouwers: 4.377 Scheidsrechter: Gylfi Thór Orrason (ISL) |
| 7 oktober WK-kwalificatie № 51 «onderlinge duels» 19:45 uur |            | 71' Matt Elliott 73' Don Hutchison |           | Stadio Olimpico, Serravalle Toeschouwers: 4.377 Scheidsrechter: Gylfi Thór Orrason (ISL) |

|                                                               |            |                          |         |                                                                                   |
| 15 november WK-kwalificatie № 52 «onderlinge duels» 20:30 uur | San Marino | 0 – 1                    | Letland | Stadio Olimpico, Serravalle Toeschouwers: 517 Scheidsrechter: Darko Čeferin (SLO) |
| 15 november WK-kwalificatie № 52 «onderlinge duels» 20:30 uur |            | 9' Aleksandrs Jelisejevs |         | Stadio Olimpico, Serravalle Toeschouwers: 517 Scheidsrechter: Darko Čeferin (SLO) |

### 2001
|                                                     | |        |                |                                                                                         |
| 28 februari WK-kwalificatie № 53 «onderlinge duels» | België | 10 – 1 | San Marino     | Koning Boudewijnstadion, Brussel Toeschouwers: 40.104 Scheidsrechter: Sten Kaldma (EST) |
| 28 februari WK-kwalificatie № 53 «onderlinge duels» | Yves Vanderhaeghe 10' Émile Mpenza 12' Bart Goor 26' Yves Vanderhaeghe 50' Bart Goor 60' Walter Baseggio 65' Marc Wilmots 72' Bob Peeters 76' Bob Peeters 84' Bob Peeters 89' |        | 90' Andy Selva | Koning Boudewijnstadion, Brussel Toeschouwers: 40.104 Scheidsrechter: Sten Kaldma (EST) |

|                                                  |                                                                     |       |            |                                                                               |
| 28 maart WK-kwalificatie № 54 «onderlinge duels» | Schotland                                                           | 4 – 0 | San Marino | Hampden Park, Glasgow Toeschouwers: 27.313 Scheidsrechter: Petteri Kari (FIN) |
| 28 maart WK-kwalificatie № 54 «onderlinge duels» | Colin Hendry 21' Colin Hendry 32' Billy Dodds 33' Colin Cameron 64' |       |            | Hampden Park, Glasgow Toeschouwers: 27.313 Scheidsrechter: Petteri Kari (FIN) |

|                                                            |                  |       |                   |                                                                                 |
| 25 april WK-kwalificatie № 55 «onderlinge duels» 18:30 uur | Letland          | 1 – 1 | San Marino        | Skonto Stadion, Riga Toeschouwers: 4.000 Scheidsrechter: Karen Nalbandyan (ARM) |
| 25 april WK-kwalificatie № 55 «onderlinge duels» 18:30 uur | Marian Pahars 1' |       | 59' Nicola Albani | Skonto Stadion, Riga Toeschouwers: 4.000 Scheidsrechter: Karen Nalbandyan (ARM) |

|                                                |                                                                              |       |            |                                                                                     |
| 2 juni WK-kwalificatie № 56 «onderlinge duels» | Kroatië                                                                      | 4 – 0 | San Marino | Stadion Varteksa, Varaždin Toeschouwers: 7.000 Scheidsrechter: Oleg Timofejev (EST) |
| 2 juni WK-kwalificatie № 56 «onderlinge duels» | Goran Vlaović 2' Boško Balaban 29' Davor Šuker 53' (pen.) Davor Vugrinec 61' |       |            | Stadion Varteksa, Varaždin Toeschouwers: 7.000 Scheidsrechter: Oleg Timofejev (EST) |

|                                                |                |       |                                                                            |                                                                                   |
| 6 juni WK-kwalificatie № 57 «onderlinge duels» | San Marino     | 1 – 4 | België                                                                     | Stadio Olimpico, Serravalle Toeschouwers: 1.538 Scheidsrechter: Haim Yaacov (ISR) |
| 6 juni WK-kwalificatie № 57 «onderlinge duels» | Andy Selva 12' |       | 9' Marc Wilmots 64' Gert Verheyen 72' Wesley Sonck 89' (pen.) Marc Wilmots | Stadio Olimpico, Serravalle Toeschouwers: 1.538 Scheidsrechter: Haim Yaacov (ISR) |

|                                                     |            |                                                                                        |         |                                                                                       |
| 5 september WK-kwalificatie № 58 «onderlinge duels» | San Marino | 0 – 4                                                                                  | Kroatië | Stadio Olimpico, Serravalle Toeschouwers: 1.387 Scheidsrechter: Knud Stadsgaard (DEN) |
| 5 september WK-kwalificatie № 58 «onderlinge duels» |            | 40' Niko Kovač 49' (pen.) Robert Prosinečki 77' Zvonimir Soldo 90+1' Robert Prosinečki |         | Stadio Olimpico, Serravalle Toeschouwers: 1.387 Scheidsrechter: Knud Stadsgaard (DEN) |

### 2002
|                                                  |            |                     |         |                                                                                     |
| 21 mei Vriendschappelijk № 59 «onderlinge duels» | San Marino | 0 – 1               | Estland | Stadio Olimpico, Serravalle Toeschouwers: 250 Scheidsrechter: Paolo Dondarini (ITA) |
| 21 mei Vriendschappelijk № 59 «onderlinge duels» |            | 36' Indrek Zelinski |         | Stadio Olimpico, Serravalle Toeschouwers: 250 Scheidsrechter: Paolo Dondarini (ITA) |

|                                                               |            |                                            |       |                                                                                   |
| 7 september EK-kwalificatie № 60 «onderlinge duels» 20:00 uur | San Marino | 0 – 2                                      | Polen | Stadio Olimpico, Serravalle Toeschouwers: 2.000 Scheidsrechter: Paul McKeon (IRL) |
| 7 september EK-kwalificatie № 60 «onderlinge duels» 20:00 uur |            | 75' Paweł Kaczorowski 88' Mariusz Kukiełka |       | Stadio Olimpico, Serravalle Toeschouwers: 2.000 Scheidsrechter: Paul McKeon (IRL) |

|                                                              |                                                 |       |            |                                                                                             |
| 16 oktober EK-kwalificatie № 61 «onderlinge duels» 20:30 uur | Hongarije                                       | 3 – 0 | San Marino | Megyeri úti Stadion, Boedapest Toeschouwers: 6.500 Scheidsrechter: Gylfi Thór Orrason (ISL) |
| 16 oktober EK-kwalificatie № 61 «onderlinge duels» 20:30 uur | Zoltán Gera 49' Zoltán Gera 60' Zoltán Gera 88' |       |            | Megyeri úti Stadion, Boedapest Toeschouwers: 6.500 Scheidsrechter: Gylfi Thór Orrason (ISL) |

|                                                               |            |                            |         |                                                                                  |
| 20 november EK-kwalificatie № 62 «onderlinge duels» 20:00 uur | San Marino | 0 – 1                      | Letland | Stadio Olimpico, Serravalle Toeschouwers: 600 Scheidsrechter: Asim Khudiev (AZE) |
| 20 november EK-kwalificatie № 62 «onderlinge duels» 20:00 uur |            | 89' (e.d.) Carlo Valentini |         | Stadio Olimpico, Serravalle Toeschouwers: 600 Scheidsrechter: Asim Khudiev (AZE) |

### 2003
|                                                           |                                                                                                  |       |            |                                                                                          |
| 2 april EK-kwalificatie № 63 «onderlinge duels» 20:00 uur | Polen                                                                                            | 5 – 0 | San Marino | Stadion Sportowy KSZO, Ostrowiec Toeschouwers: 8.500 Scheidsrechter: Loizos Loizou (CYP) |
| 2 april EK-kwalificatie № 63 «onderlinge duels» 20:00 uur | Mirosław Szymkowiak 4' Kamil Kosowski 26' Marcin Kuzba 54' Bartosz Karwan 81' Marcin Kuzba 90+3' |       |            | Stadion Sportowy KSZO, Ostrowiec Toeschouwers: 8.500 Scheidsrechter: Loizos Loizou (CYP) |

|                                                            |                                                                    |       |            |                                                                             |
| 30 april EK-kwalificatie № 64 «onderlinge duels» 18:00 uur | Letland                                                            | 3 – 0 | San Marino | Skonto Stadion, Riga Toeschouwers: 7.500 Scheidsrechter: Hubert Byrne (IRL) |
| 30 april EK-kwalificatie № 64 «onderlinge duels» 18:00 uur | Andrejs Prohorenkovs 10' Imants Bleidelis 21' Imants Bleidelis 75' |       |            | Skonto Stadion, Riga Toeschouwers: 7.500 Scheidsrechter: Hubert Byrne (IRL) |

|                                                          |            | |        |                                                                                     |
| 7 juni EK-kwalificatie № 65 «onderlinge duels» 20:00 uur | San Marino | 0 – 6 | Zweden | Stadio Olimpico, Serravalle Toeschouwers: 2.184 Scheidsrechter: Dejan Delević (SCG) |
| 7 juni EK-kwalificatie № 65 «onderlinge duels» 20:00 uur |            | 16' Mattias Jonson 52' Marcus Allbäck 55' Fredrik Ljungberg 60' Mattias Jonson 71' Mattias Jonson 86' Marcus Allbäck |        | Stadio Olimpico, Serravalle Toeschouwers: 2.184 Scheidsrechter: Dejan Delević (SCG) |

|                                                           |            |                                                                                                  |           |                                                                                   |
| 11 juni EK-kwalificatie № 66 «onderlinge duels» 20:00 uur | San Marino | 0 – 5                                                                                            | Hongarije | Stadio Olimpico, Serravalle Toeschouwers: 1.410 Scheidsrechter: Kenny Clark (SCO) |
| 11 juni EK-kwalificatie № 66 «onderlinge duels» 20:00 uur |            | 5' Zoltán Böőr 21' Krisztián Lisztes 61' Krisztián Kenesei 77' Imre Szabic 81' Krisztián Lisztes |           | Stadio Olimpico, Serravalle Toeschouwers: 1.410 Scheidsrechter: Kenny Clark (SCO) |

|                                                                 |                                     |       |                                       |                                                                                  |
| 20 augustus Vriendschappelijk № 67 «onderlinge duels» 19:30 uur | Liechtenstein                       | 2 – 2 | San Marino                            | Rheinpark Stadion, Vaduz Toeschouwers: 850 Scheidsrechter: Guido Wildhaber (SUI) |
| 20 augustus Vriendschappelijk № 67 «onderlinge duels» 19:30 uur | Mario Frick 16' Franz Burgmeier 23' |       | 39' Bryan Gasperoni 45' Nicola Ciacci | Rheinpark Stadion, Vaduz Toeschouwers: 850 Scheidsrechter: Guido Wildhaber (SUI) |

|                                                               | |       |            |                                                                           |
| 6 september EK-kwalificatie № 68 «onderlinge duels» 16:00 uur | Zweden | 5 – 0 | San Marino | Ullevi, Göteborg Toeschouwers: 31.098 Scheidsrechter: Stefan Meßner (AUT) |
| 6 september EK-kwalificatie № 68 «onderlinge duels» 16:00 uur | Mattias Jonson 33' Andreas Jakobsson 49' Zlatan Ibrahimović 56' Kim Källström 68' (pen.) Zlatan Ibrahimović 83' (pen.) |       |            | Ullevi, Göteborg Toeschouwers: 31.098 Scheidsrechter: Stefan Meßner (AUT) |

### 2004
|                                                              |               |       |               |                                                                                     |
| 28 april Vriendschappelijk № 69 «onderlinge duels» 20:30 uur | San Marino    | 1 – 0 | Liechtenstein | Stadio Olimpico, Serravalle Toeschouwers: 200 Scheidsrechter: Lawrence Sammut (MLT) |
| 28 april Vriendschappelijk № 69 «onderlinge duels» 20:30 uur | Andy Selva 6' |       |               | Stadio Olimpico, Serravalle Toeschouwers: 200 Scheidsrechter: Lawrence Sammut (MLT) |

|                                                               |            |                                                           |                      |                                                                                         |
| 4 september WK-kwalificatie № 70 «onderlinge duels» 20:30 uur | San Marino | 0 – 3                                                     | Servië en Montenegro | Stadio Olimpico, Serravalle Toeschouwers: 1.137 Scheidsrechter: Akmalhan Holmatov (KAZ) |
| 4 september WK-kwalificatie № 70 «onderlinge duels» 20:30 uur |            | 4' Zvonimir Vukić 15' Nenad Jestrović 83' Nenad Jestrović |                      | Stadio Olimpico, Serravalle Toeschouwers: 1.137 Scheidsrechter: Akmalhan Holmatov (KAZ) |

|                                                               |                                                                                            |       |            |                                                                                           |
| 8 september WK-kwalificatie № 71 «onderlinge duels» 18:00 uur | Litouwen                                                                                   | 4 – 0 | San Marino | Darius and Girėnas Stadion, Kaunas Toeschouwers: 4.000 Scheidsrechter: Sokol Jareci (ALB) |
| 8 september WK-kwalificatie № 71 «onderlinge duels» 18:00 uur | Edgaras Jankauskas 18' Edgaras Jankauskas 50' Tomas Danilevičius 65' Andrius Gedgaudas 90' |       |            | Darius and Girėnas Stadion, Kaunas Toeschouwers: 4.000 Scheidsrechter: Sokol Jareci (ALB) |

|                                                              |                                                                                                  |       |            |                                                                                          |
| 13 oktober WK-kwalificatie № 72 «onderlinge duels» 20:00 uur | Servië en Montenegro                                                                             | 5 – 0 | San Marino | Stadion Crvene Zvezde, Belgrado Toeschouwers: 4.000 Scheidsrechter: Lassin Isaksen (FAR) |
| 13 oktober WK-kwalificatie № 72 «onderlinge duels» 20:00 uur | Savo Milošević 35' Dejan Stanković 45' Dejan Stanković 50' Ognjen Koroman 53' Zvonimir Vukić 69' |       |            | Stadion Crvene Zvezde, Belgrado Toeschouwers: 4.000 Scheidsrechter: Lassin Isaksen (FAR) |

|                                                               |            |                         |          |                                                                                        |
| 17 november WK-kwalificatie № 73 «onderlinge duels» 20:30 uur | San Marino | 0 – 1                   | Litouwen | Stadio Olimpico, Serravalle Toeschouwers: 1.457 Scheidsrechter: Karen Nalbandyan (ARM) |
| 17 november WK-kwalificatie № 73 «onderlinge duels» 20:30 uur |            | 41' Deividas Česnauskis |          | Stadio Olimpico, Serravalle Toeschouwers: 1.457 Scheidsrechter: Karen Nalbandyan (ARM) |

### 2005
|                                                              |                                                                                     |       |            | |
| 9 februari WK-kwalificatie № 74 «onderlinge duels» 21:45 uur | Spanje                                                                              | 5 – 0 | San Marino | Estadio de los Juegos Mediterráneos, Almería Toeschouwers: 12.580 Scheidsrechter: Kenny Clark (SCO) |
| 9 februari WK-kwalificatie № 74 «onderlinge duels» 21:45 uur | Joaquín 14' Fernando Torres 32' Raúl González 42' Iván Guti 65' Asier del Horno 78' |       |            | Estadio de los Juegos Mediterráneos, Almería Toeschouwers: 12.580 Scheidsrechter: Kenny Clark (SCO) |

|                                                            |                |       |                                               |                                                                                        |
| 30 maart WK-kwalificatie № 75 «onderlinge duels» 20:30 uur | San Marino     | 1 – 2 | België                                        | Stadio Olimpico, Serravalle Toeschouwers: 871 Scheidsrechter: Giorgos Kasnaferis (GRE) |
| 30 maart WK-kwalificatie № 75 «onderlinge duels» 20:30 uur | Andy Selva 41' |       | 18' (pen.) Timmy Simons 63' Daniel Van Buyten | Stadio Olimpico, Serravalle Toeschouwers: 871 Scheidsrechter: Giorgos Kasnaferis (GRE) |

|                                                          |                |       |                                                                   |                                                                                       |
| 4 juni WK-kwalificatie № 76 «onderlinge duels» 20:30 uur | San Marino     | 1 – 3 | Bosnië en Her.                                                    | Stadio Olimpico, Serravalle Toeschouwers: 1.000 Scheidsrechter: Bülent Demirlek (TUR) |
| 4 juni WK-kwalificatie № 76 «onderlinge duels» 20:30 uur | Andy Selva 40' |       | 17' Hasan Salihamidžić 39' Hasan Salihamidžić 75' Sergej Barbarez | Stadio Olimpico, Serravalle Toeschouwers: 1.000 Scheidsrechter: Bülent Demirlek (TUR) |

|                                                               | |       |            |                                                                                   |
| 7 september WK-kwalificatie № 77 «onderlinge duels» 20:30 uur | België | 8 – 0 | San Marino | Olympisch Stadion, Antwerpen Toeschouwers: 8.207 Scheidsrechter: Ian Stokes (IRL) |
| 7 september WK-kwalificatie № 77 «onderlinge duels» 20:30 uur | Timmy Simons 34' Koen Daerden 39' Thomas Buffel 44' Mbo Mpenza 52' Kevin Vandenbergh 53' Koen Daerden 67' Mbo Mpenza 71' Daniel Van Buyten 83' |       |            | Olympisch Stadion, Antwerpen Toeschouwers: 8.207 Scheidsrechter: Ian Stokes (IRL) |

|                                                             |                                                 |       |            |                                                                            |
| 8 oktober WK-kwalificatie № 78 «onderlinge duels» 20:00 uur | Bosnië en Herz.                                 | 3 – 0 | San Marino | Bilino Polje, Zenica Toeschouwers: 8.500 Scheidsrechter: Alain Hamer (LUX) |
| 8 oktober WK-kwalificatie № 78 «onderlinge duels» 20:00 uur | Elvir Bolić 48' Elvir Bolić 75' Elvir Bolić 85' |       |            | Bilino Polje, Zenica Toeschouwers: 8.500 Scheidsrechter: Alain Hamer (LUX) |

|                                                              |            | |        |                                                                                     |
| 12 oktober WK-kwalificatie № 79 «onderlinge duels» 20:30 uur | San Marino | 0 – 6 | Spanje | Stadio Olimpico, Serravalle Toeschouwers: 3.426 Scheidsrechter: Florian Meyer (GER) |
| 12 oktober WK-kwalificatie № 79 «onderlinge duels» 20:30 uur |            | 1' Antonio López 10' Fernando Torres 30' Sergio Ramos 47' Sergio Ramos 77' (pen.) Fernando Torres 88' Fernando Torres |        | Stadio Olimpico, Serravalle Toeschouwers: 3.426 Scheidsrechter: Florian Meyer (GER) |

### 2006
|                                                                 |            |                                             |         |                                                                                  |
| 16 augustus Vriendschappelijk № 80 «onderlinge duels» 20:30 uur | San Marino | 0 – 3                                       | Albanië | Stadio Olimpico, Serravalle Toeschouwers: 700 Scheidsrechter: Anton Zammit (MLT) |
| 16 augustus Vriendschappelijk № 80 «onderlinge duels» 20:30 uur |            | 7' Igli Tare 28' Ervin Skela 32' Altin Lala |         | Stadio Olimpico, Serravalle Toeschouwers: 700 Scheidsrechter: Anton Zammit (MLT) |

|                                                               |            | |           |                                                                                     |
| 6 september EK-kwalificatie № 81 «onderlinge duels» 20:45 uur | San Marino | 0 – 13 | Duitsland | Stadio Olimpico, Serravalle Toeschouwers: 5.019 Scheidsrechter: Selçuk Dereli (TUR) |
| 6 september EK-kwalificatie № 81 «onderlinge duels» 20:45 uur |            | 11' Lukas Podolski 29' Bastian Schweinsteiger 30' Miroslav Klose 35' Michael Ballack 43' Lukas Podolski 45' Miroslav Klose 47' Bastian Schweinsteiger 64' Lukas Podolski 66' Thomas Hitzlsperger 71' Lukas Podolski 73' Thomas Hitzlsperger 87' Manuel Friedrich 89' (pen.) Bernd Schneider |           | Stadio Olimpico, Serravalle Toeschouwers: 5.019 Scheidsrechter: Selçuk Dereli (TUR) |

|                                                             | |       |            |                                                                                |
| 7 oktober EK-kwalificatie № 82 «onderlinge duels» 17:15 uur | Tsjechië | 7 – 0 | San Marino | Stadion U Nisy, Liberec Toeschouwers: 9.514 Scheidsrechter: Vüsal Əliyev (AZE) |
| 7 oktober EK-kwalificatie № 82 «onderlinge duels» 17:15 uur | Marek Kulič 15' Jan Polák 22' Milan Baroš 27' Jan Koller 43' David Jarolím 49' Jan Koller 52' Milan Baroš 68' |       |            | Stadion U Nisy, Liberec Toeschouwers: 9.514 Scheidsrechter: Vüsal Əliyev (AZE) |

|                                                               |                                                                                        |       |            |                                                                                  |
| 15 november EK-kwalificatie № 83 «onderlinge duels» 20:30 uur | Ierland                                                                                | 5 – 0 | San Marino | Lansdowne Road, Dublin Toeschouwers: 34.018 Scheidsrechter: Lassin Isaksen (FAR) |
| 15 november EK-kwalificatie № 83 «onderlinge duels» 20:30 uur | Andy Reid 7' Kevin Doyle 21' Robbie Keane 31' Robbie Keane 58' (pen.) Robbie Keane 85' |       |            | Lansdowne Road, Dublin Toeschouwers: 34.018 Scheidsrechter: Lassin Isaksen (FAR) |

### 2007
|                                                              |                   |       |                                         |                                                                                       |
| 7 februari EK-kwalificatie № 84 «onderlinge duels» 20:45 uur | San Marino        | 1 – 2 | Ierland                                 | Stadio Olimpico, Serravalle Toeschouwers: 3.294 Scheidsrechter: Peter Rasmussen (DEN) |
| 7 februari EK-kwalificatie № 84 «onderlinge duels» 20:45 uur | Manuel Marani 86' |       | 49' Kevin Kilbane 90+4' Stephen Ireland | Stadio Olimpico, Serravalle Toeschouwers: 3.294 Scheidsrechter: Peter Rasmussen (DEN) |

|                                                            |                                                       |       |            |                                                                                           |
| 28 maart EK-kwalificatie № 85 «onderlinge duels» 20:00 uur | Wales                                                 | 3 – 0 | San Marino | Millennium Stadium, Cardiff Toeschouwers: 18.752 Scheidsrechter: Ararat Tchagharyan (ARM) |
| 28 maart EK-kwalificatie № 85 «onderlinge duels» 20:00 uur | Ryan Giggs 3' Gareth Bale 20' Jason Koumas 63' (pen.) |       |            | Millennium Stadium, Cardiff Toeschouwers: 18.752 Scheidsrechter: Ararat Tchagharyan (ARM) |

|                                                          | |       |            |                                                                                        |
| 2 juni EK-kwalificatie № 86 «onderlinge duels» 19:00 uur | Duitsland | 6 – 0 | San Marino | easyCredit-Stadion, Neurenberg Toeschouwers: 43.967 Scheidsrechter: Jouni Hyytiä (FIN) |
| 2 juni EK-kwalificatie № 86 «onderlinge duels» 19:00 uur | Kevin Kurányi 45' Marcell Jansen 52' Torsten Frings 54' (pen.) Mario Gómez 63' Mario Gómez 65' Clemens Fritz 67' |       |            | easyCredit-Stadion, Neurenberg Toeschouwers: 43.967 Scheidsrechter: Jouni Hyytiä (FIN) |

|                                                               |            |                   |        |                                                                                  |
| 22 augustus EK-kwalificatie № 87 «onderlinge duels» 21:00 uur | San Marino | 0 – 1             | Cyprus | Stadio Olimpico, Serravalle Toeschouwers: 552 Scheidsrechter: Albano Janku (ALB) |
| 22 augustus EK-kwalificatie № 87 «onderlinge duels» 21:00 uur |            | 54' Giannis Okkas |        | Stadio Olimpico, Serravalle Toeschouwers: 552 Scheidsrechter: Albano Janku (ALB) |

|                                                               |            |                                                        |          |                                                                                       |
| 8 september EK-kwalificatie № 88 «onderlinge duels» 20:15 uur | San Marino | 0 – 3                                                  | Tsjechië | Stadio Olimpico, Serravalle Toeschouwers: 3.412 Scheidsrechter: Dejan Filipović (SRB) |
| 8 september EK-kwalificatie № 88 «onderlinge duels» 20:15 uur |            | 33' Tomáš Rosický 75' Marek Jankulovski 90' Jan Koller |          | Stadio Olimpico, Serravalle Toeschouwers: 3.412 Scheidsrechter: Dejan Filipović (SRB) |

|                                                                |                                                                               |       |            |                                                                                |
| 12 september EK-kwalificatie № 89 «onderlinge duels» 19:00 uur | Cyprus                                                                        | 3 – 0 | San Marino | GSP Stadion, Nicosia Toeschouwers: 600 Scheidsrechter: Aleksej Koelbakov (BLR) |
| 12 september EK-kwalificatie № 89 «onderlinge duels» 19:00 uur | Konstantinos Makridis 15' Eustathios Aloneftis 41' Eustathios Aloneftis 90+2' |       |            | GSP Stadion, Nicosia Toeschouwers: 600 Scheidsrechter: Aleksej Koelbakov (BLR) |

|                                                              | |       |            |                                                                                       |
| 13 oktober EK-kwalificatie № 90 «onderlinge duels» 15:00 uur | Slowakije | 7 – 0 | San Marino | Športová Hala, Dubnica nad Váhom Toeschouwers: 2.576 Scheidsrechter: Luc Wilmes (LUX) |
| 13 oktober EK-kwalificatie № 90 «onderlinge duels» 15:00 uur | Marek Hamšík 25' Stanislav Šesták 32' Marek Sapara 37' Martin Škrtel 52' Filip Hološko 54' Stanislav Šesták 57' Ján Ďurica 76' (pen.) |       |            | Športová Hala, Dubnica nad Váhom Toeschouwers: 2.576 Scheidsrechter: Luc Wilmes (LUX) |

|                                                              |                |       |                                    |                                                                                      |
| 17 oktober EK-kwalificatie № 91 «onderlinge duels» 19:15 uur | San Marino     | 1 – 2 | Wales                              | Stadio Olimpico, Serravalle Toeschouwers: 1.182 Scheidsrechter: Anthony Zammit (MLT) |
| 17 oktober EK-kwalificatie № 91 «onderlinge duels» 19:15 uur | Andy Selva 73' |       | 13' Robert Earnshaw 36' Joe Ledley | Stadio Olimpico, Serravalle Toeschouwers: 1.182 Scheidsrechter: Anthony Zammit (MLT) |

|                                                               |            |                                                                                       |           |                                                                                     |
| 21 november EK-kwalificatie № 92 «onderlinge duels» 20:30 uur | San Marino | 0 – 5                                                                                 | Slowakije | Stadio Olimpico, Serravalle Toeschouwers: 500 Scheidsrechter: Andrejs Sipailo (LVA) |
| 21 november EK-kwalificatie № 92 «onderlinge duels» 20:30 uur |            | 42' Ľubomír Michalík 51' Filip Hološko 53' Marek Hamšík 57' Marek Čech 83' Marek Čech |           | Stadio Olimpico, Serravalle Toeschouwers: 500 Scheidsrechter: Andrejs Sipailo (LVA) |

### 2008
|                                                                |            |                                               |       |                                                                                             |
| 10 september WK-kwalificatie № 93 «onderlinge duels» 20:30 uur | San Marino | 0 – 2                                         | Polen | Stadio Olimpico, Serravalle Toeschouwers: 2.374 Scheidsrechter: Christoforos Zografos (GRE) |
| 10 september WK-kwalificatie № 93 «onderlinge duels» 20:30 uur |            | 36' Euzebiusz Smolarek 67' Robert Lewandowski |       | Stadio Olimpico, Serravalle Toeschouwers: 2.374 Scheidsrechter: Christoforos Zografos (GRE) |

|                                                              |                |       |                                                        |                                                                                    |
| 11 oktober WK-kwalificatie № 94 «onderlinge duels» 20:30 uur | San Marino     | 1 – 3 | Slowakije                                              | Stadio Olimpico, Serravalle Toeschouwers: 1.037 Scheidsrechter: Sascha Kever (SUI) |
| 11 oktober WK-kwalificatie № 94 «onderlinge duels» 20:30 uur | Andy Selva 45' |       | 32' Stanislav Šesták 39' Ján Kozák 50' Miroslav Karhan | Stadio Olimpico, Serravalle Toeschouwers: 1.037 Scheidsrechter: Sascha Kever (SUI) |

|                                                              |                                                                     |       |            |                                                                               |
| 15 oktober WK-kwalificatie № 95 «onderlinge duels» 19:45 uur | Noord-Ierland                                                       | 4 – 0 | San Marino | Windsor Park, Belfast Toeschouwers: 12.957 Scheidsrechter: Petteri Kari (FIN) |
| 15 oktober WK-kwalificatie № 95 «onderlinge duels» 19:45 uur | David Healy 31' Grant McCann 43' Kyle Lafferty 56' Steven Davis 75' |       |            | Windsor Park, Belfast Toeschouwers: 12.957 Scheidsrechter: Petteri Kari (FIN) |

|                                                               |            |                                                       |          |                                                                                     |
| 19 november WK-kwalificatie № 96 «onderlinge duels» 20:30 uur | San Marino | 0 – 3                                                 | Tsjechië | Stadio Olimpico, Serravalle Toeschouwers: 1.318 Scheidsrechter: Hannes Kaasik (EST) |
| 19 november WK-kwalificatie № 96 «onderlinge duels» 20:30 uur |            | 47' Radoslav Kováč 53' Zdeněk Pospěch 83' Tomáš Necid |          | Stadio Olimpico, Serravalle Toeschouwers: 1.318 Scheidsrechter: Hannes Kaasik (EST) |

### 2009
|                                                               |            |                                                    |               |                                                                                          |
| 11 februari WK-kwalificatie № 97 «onderlinge duels» 19:30 uur | San Marino | 0 – 3                                              | Noord-Ierland | Stadio Olimpico, Serravalle Toeschouwers: 1.942 Scheidsrechter: Dragomir Stanković (SRB) |
| 11 februari WK-kwalificatie № 97 «onderlinge duels» 19:30 uur |            | 7' Gareth McAuley 33' Grant McCann 63' Chris Brunt |               | Stadio Olimpico, Serravalle Toeschouwers: 1.942 Scheidsrechter: Dragomir Stanković (SRB) |

|                                                           | |        |            |                                                                                          |
| 1 april WK-kwalificatie № 98 «onderlinge duels» 20:30 uur | Polen | 10 – 0 | San Marino | Kielce City Stadium, Kielce Toeschouwers: 15.000 Scheidsrechter: Aleksej Koelbakov (BLR) |
| 1 april WK-kwalificatie № 98 «onderlinge duels» 20:30 uur | Rafał Boguski 1' Euzebiusz Smolarek 18' Rafał Boguski 27' Robert Lewandowski 43' Ireneusz Jeleń 51' Michele Marani 60' (e.d.) Mariusz Lewandowski 63' Euzebiusz Smolarek 72' Euzebiusz Smolarek 81' Marek Saganowski 88' |        |            | Kielce City Stadium, Kielce Toeschouwers: 15.000 Scheidsrechter: Aleksej Koelbakov (BLR) |

|                                                          | |       |            |                                                                                       |
| 6 juni WK-kwalificatie № 99 «onderlinge duels» 17:30 uur | Slowakije | 7 – 0 | San Marino | Tehelné pole, Bratislava Toeschouwers: 6.652 Scheidsrechter: Jérôme Efong Nzolo (BEL) |
| 6 juni WK-kwalificatie № 99 «onderlinge duels» 17:30 uur | Marek Čech 3' Peter Pekarík 12' Marek Čech 32' Miroslav Stoch 35' Ján Kozák 42' Martin Jakubko 63' Ľuboš Hanzel 68' |       |            | Tehelné pole, Bratislava Toeschouwers: 6.652 Scheidsrechter: Jérôme Efong Nzolo (BEL) |

|                                                                | |       |            |                                                                                            |
| 12 augustus WK-kwalificatie № 100 «onderlinge duels» 20:45 uur | Slovenië                                                                                                | 5 – 0 | San Marino | Stadion Ljudski Vrt, Maribor Toeschouwers: 4.400 Scheidsrechter: Dimitar Meckarovski (MKD) |
| 12 augustus WK-kwalificatie № 100 «onderlinge duels» 20:45 uur | Robert Koren 19' Aleksandar Radosavljevič 39' Andraž Kirm 54' Robert Koren 74' Zlatan Ljubijankič 90+3' |       |            | Stadion Ljudski Vrt, Maribor Toeschouwers: 4.400 Scheidsrechter: Dimitar Meckarovski (MKD) |

|                                                                | |       |            | |
| 9 september WK-kwalificatie № 101 «onderlinge duels» 17:20 uur | Tsjechië | 7 – 0 | San Marino | Městský Fotbalový Stadion, Uherské Hradiště Toeschouwers: 8.121 Scheidsrechter: Arman Amirkhanyan (ARM) |
| 9 september WK-kwalificatie № 101 «onderlinge duels» 17:20 uur | Milan Baroš 28' Milan Baroš 44' Milan Baroš 45+3' Václav Svěrkoš 47' Milan Baroš 66' Tomáš Necid 86' Václav Svěrkoš 90+5' |       |            | Městský Fotbalový Stadion, Uherské Hradiště Toeschouwers: 8.121 Scheidsrechter: Arman Amirkhanyan (ARM) |

|                                                               |            |                                                               |          |                                                                                   |
| 14 oktober WK-kwalificatie № 102 «onderlinge duels» 20:30 uur | San Marino | 0 – 3                                                         | Slovenië | Stadio Olimpico, Serravalle Toeschouwers: 1.745 Scheidsrechter: Zsolt Szabó (HUN) |
| 14 oktober WK-kwalificatie № 102 «onderlinge duels» 20:30 uur |            | 24' Milivoje Novakovič 68' Dalibor Stevanovič 81' Marko Šuler |          | Stadio Olimpico, Serravalle Toeschouwers: 1.745 Scheidsrechter: Zsolt Szabó (HUN) |

FSGC · A-internationals · Bondscoaches · Statistieken · San Marino U21 · San Marino U19 · San Marino U18 · San Marino U17 · San Marino U16
1986 – 1989 · 1990 – 1999 · 2000 – 2009 · 2010 – 2019 · 2020 – 2029
2000 · 2001 · 2002 · 2003 · 2004 · 2005 · 2006 · 
Albanië · 
Andorra ·
Azerbeidzjan ·
België · 
Bosnië en Herzegovina · 
Bulgarije ·
Canada ·
Cyprus ·
Denemarken ·
Duitsland · 
Engeland · 
Estland · 
Faeröer · 
Finland · 
Gibraltar · 
Griekenland · 
Hongarije · 
Ierland · 
IJsland ·
Israël · 
Italië · 
Kaapverdië ·
Kazachstan ·
Kosovo ·
Kroatië · 
Letland · 
Libanon · 
Liechtenstein · 
Litouwen · 
Luxemburg ·
Malta ·
Moldavië ·
Montenegro ·
Nederland · 
Noord-Ierland · 
Noorwegen ·
Oekraïne ·
Oostenrijk · 
Polen · 
Roemenië · 
Rusland · 
Saint Kitts en Nevis ·
Saint Lucia ·
Schotland · 
Servië en Montenegro · 
Seychellen ·
Slovenië · 
Slowakije · 
Spanje · 
Syrië ·
Tsjechië · 
Turkije · 
Wales · 
Wit-Rusland · 
Zweden · 
Zwitserland
Nederland (2011)
AFC-zone: Afghanistan · Australië · Bahrein · Bangladesh · Bhutan · Brunei · Cambodja · China · Filipijnen · Guam · Hongkong · India · Indonesië · Iran · Irak · Japan · Jemen · Jordanië · Koeweit · Kirgizië · Laos · Libanon · Macau · Maleisië · Maldiven · Mongolië · Myanmar · Nepal · Noord-Korea · Oezbekistan · Oman · Oost-Timor · Pakistan · Palestina · Qatar · Saoedi-Arabië · Singapore · Sri Lanka · Syrië · Tadzjikistan · Taiwan · Thailand · Turkmenistan · Verenigde Arabische Emiraten · Vietnam · Zuid-Korea

CAF-zone: Algerije · Angola · Benin · Botswana · Burkina Faso · Burundi · Centraal-Afrikaanse Republiek · Comoren · Congo-Brazzaville · Congo-Kinshasa · Djibouti · Egypte · Equatoriaal-Guinea · Eritrea · Ethiopië · Gabon · Gambia · Ghana · Guinee · Guinee-Bissau · Ivoorkust · Kaapverdië · Kameroen · Kenia · Lesotho · Liberia · Libië · Madagaskar · Malawi · Mali  ·Mauritanië · Mauritius · Marokko · Mozambique · Namibië · Niger · Nigeria · Oeganda · Rwanda · Sao Tomé en Principe · Senegal · Seychellen · Sierra Leone · Soedan · Somalië · Swaziland · Tanzania · Togo · Tsjaad · Tunesië · Zambia · Zimbabwe · Zuid-Afrika

CONCACAF-zone: Amerikaanse Maagdeneilanden · Anguilla · Antigua en Barbuda · Aruba · Bahama's · Barbados · Belize · Bermuda · Britse Maagdeneilanden · Canada · Kaaimaneilanden · Costa Rica · Cuba · Dominica · Dominicaanse Republiek · El Salvador · Frans Guyana · Grenada · Guadeloupe · Guatemala · Guyana · Haïti · Honduras · Jamaica · Martinique · Mexico · Montserrat · 
Nicaragua · Panama · Puerto Rico · Saint Kitts en Nevis · Saint Lucia · Saint Vincent en de Grenadines · Sint Maarten · Suriname · Trinidad en Tobago · Turks- en Caicoseilanden · Verenigde Staten

CONMEBOL-zone: Argentinië · Bolivia · Brazilië · Chili · Colombia · Ecuador · Paraguay · Peru · Uruguay · Venezuela

OFC-zone: Amerikaans-Samoa · Cookeilanden · Fiji · Nieuw-Caledonië · Nieuw-Zeeland · Papoea-Nieuw-Guinea · Samoa · Salomoneilanden · Tahiti · Tonga · Vanuatu

UEFA-zone: Albanië · Andorra · Armenië · Azerbeidzjan · België · Bosnië en Herzegovina · Bulgarije · Cyprus · Denemarken · Duitsland · Engeland · Estland · Faeröer · Finland · Frankrijk · Georgië · Griekenland · Hongarije · IJsland · Ierland · Israël · Italië · Kazachstan · Kroatië · Letland · Liechtenstein · Litouwen · Luxemburg · Macedonië · Malta · Moldavië · Montenegro · Nederland · Noord-Ierland · Noorwegen · Oekraïne · Oostenrijk · Polen · Portugal · Roemenië · Rusland · San Marino · Schotland · Servië · Servië en Montenegro · Slovenië · Slowakije · Spanje · Tsjechië · Turkije · Wales · Wit-Rusland · Zweden · Zwitserland